# 米娅·哈姆
玛利尔·玛格利特·“米娅”·哈姆（英語：Mariel Margaret "Mia" Hamm，1972年3月17日—），美国前職業女子足球运动员。她为美国国家女子足球队效力了17年，射入了158球。
米娅·哈姆是世界上最著名的运动员之一，是妇女体育运动的一个象征，也是一代有志于妇女体育的女性的榜样。作为第一代因教育法修正案第九條（Title IX）而获得与男性同等受教育权的一员，米娅·哈姆得到了成为一名顶尖运动员所需的奖学金、支持和训练机会。米娅·哈姆是2001年和2002年世界足球小姐的获得者，她也被比利认为是在世的125名顶尖足球运动员（FIFA 100）之一。华盛顿邮报的专栏记者Michael Wilbon认为米娅·哈姆“也许是过去15年来最重要的运动员”。
在参加了庆祝美国国家女子足球队获得2004年雅典奥运会女子足球比赛金牌的比赛之后，米娅·哈姆于2004年退役。在2007年，米娅·哈姆第一次参加美国国家足球名人堂的评选中，就获得了141张投票中的137张赞成票，从而顺利入选。美国女子足球大联盟是一个始于2009年的职业足球联盟，米娅·哈姆的轮廓是联盟的标志的一部分。
在2008年3月11日，米娅·哈姆成功进入了德萨斯州的体育名人堂。
米娅·哈姆是《Go For the Goal: A Champion's Guide to Winning in Soccer and Life》的作者。她曾参加过HBO电视台的纪录片《Dare to Dream: The Story of the U.S. Women's Soccer Team》。

## 早年
米娅·哈姆和她的父母以及5个兄弟姐妹在一个空军基地里度过她的童年。米娅·哈姆在她很小的时候便参加比赛，在15岁的时候就入选美国国家女子足球队，是该队历史上最年轻的球员。
米娅·哈姆进入了北卡罗来纳大学，帮助北卡罗来纳大学在5年内获得4次美国全国大学生联赛的冠军（为了打好在中国举行的1991年女子世界杯足球赛，她放弃了1991年的比赛）。在她为北卡罗来纳大学上场的95场比赛中，北卡罗来纳大学只输过一场。在大学的最后3年里，米娅·哈姆都获得了全美国和大西洋沿岸联盟（ACC）的最佳球员称号。她也获得了1993年和1994年大西洋沿岸联盟最佳女子运动员的称号。她也曾为加利福尼亚納雄耐爾城的Sweetwater Red Devils效力。

## 国家队
1991年第一届女子世界杯足球赛举行的时候，米娅·哈姆才19岁。美国队获得了冠军，她成为了获得女子世界杯足球赛冠军的最年轻的球员。
米娅·哈姆作为1993年美国国家女子大学生足球队的一名球员，参加了1993年夏季大学生运动会，不过在决赛里美国队负于中国队，获得了亚军。米娅·哈姆打进6球，位于射手榜的首位。
米娅·哈姆总共为北卡罗来纳大学在大西洋沿岸联盟打进103球，助攻72次，个人得分278分（进一球得2分，助攻一球得1分）。这是美国大学女子足球史上的记录。
1999年5月22日，在佛罗里达的奥兰多举行的美国队和巴西队的一场比赛中，米娅·哈姆打进了她在国家队的比赛中的第108个进球，打破了足球史上的记录。
1999年，耐克公司以米娅·哈姆的名字来命名公司总部的一栋最大的建筑物。同年，米娅·哈姆和她的队友再次获得女子世界杯足球赛冠军。1999年女子世界杯足球赛决赛在玫瑰碗体育场举行，吸引了超过9万名观众入场，超过了亚特兰大奥运会女子足球决赛，成为了最受人瞩目的女子比赛。
在1997年，米娅·哈姆创立了米娅·哈姆基金会，该基金会致力于骨髓研究和发展女子体育运动。之所以成立这个基金会，是为了纪念她的一个去世的兄弟，加列特。加列特是她父母收养的一个孩子。在加列特去世的第二天举行的一场友谊赛中，米娅·哈姆和她的队友都带上了黑色袖圈来纪念加列特。
在2004年5月14日，米娅·哈姆宣布她将在2004年雅典奥运会之后退役。米娅·哈姆解释说这样做是为了和她的丈夫开始家庭生活。
2004年3月，米娅·哈姆和米歇尔·埃克斯成为由贝利评选出的最伟大的125名在世的足球运动员名单（FIFA 100）中仅有的两名女性，她们也是名单中仅有的两名美国人。这个名单是为了庆祝国际足联百年庆典而拟定的。
在2004年7月21日和澳大利亚的一场友谊赛之后，米娅·哈姆打进了她在国家队的第151个进球，比其他任何男子或者女子球员都要多。在这场比赛之后，米娅·哈姆共为国家队出场259次，只有她的队友克丽丝廷·利利比她多。
米娅·哈姆帮助美国队获得2004年雅典奥运会女足比赛金牌，她也被选为了2004年雅典奥运会闭幕式上美国代表团的旗手。在奥运会之后，米娅·哈姆和她的队友参加了一系列告别赛。在2004年12月8日在加利福尼亚卡森的家得寶中心球場举行的美国队和墨西哥队的最后一场比赛中，米娅·哈姆助攻两球，帮助美国队以5比0战胜对手。米娅·哈姆是3位为国家队长期效力并且在这次告别赛退役的球员之一，另外两位是朱莉·福迪和乔伊·福西特（福西特由于奥运会时候的背伤而没有参加这次告别赛）。米娅·哈姆在她32岁的时候退役了，她为国家队打进了158个进球。

## 个人生活
米娅·哈姆在1994年11月17日和她大学的男朋友、美国海军陆战队飞行员Christian Corry结婚，但两人的婚姻关系由于长期分居而十分紧张（Christian Corry是一名军事飞行员而米娅·哈姆是一位女足国家队球员）。两人在2001年离婚。
2003年10月22日在加利福尼亚戈利塔，米娅·哈姆和波士顿红袜队的游擊手、奥克兰棒球运动员Nomar Garciaparra秘密地举行了婚礼。在2007年3月27日，米娅·哈姆的双胞胎女儿Grace Isabella 和Ava Caroline出世了。尽管早产了5个星期，但两个小女孩出生的时候的体重都超过了5英磅。这对双胞胎在米娅·哈姆和她的丈夫的家里快乐的生活着。